# ギュスターヴ・セリュリエ＝ボヴィ
ギュスターヴ・セリュリエ＝ボヴィ（Gustave Nicolas Joseph Serrurier-Bovy、1858年7月27日 - 1910年11月19日）はベルギーの建築家、家具デザイナーである。ポール・アンカール（Paul Hankar）やヴィクトール・オルタ 、アンリ・ヴァン・デ・ヴェルデとともにベルギーを代表するアール・ヌーヴォーの芸術家の一人である。

## 略歴
ベルギー南部のリエージュで家具製造メーカーの経営者の両親のもとに生まれた。1874年からリエージュの美術学校で建築を学び始め、イギリスの芸術家のジョン・ラスキンやウィリアム・モリス、フランスの建築家のウジェーヌ・エマニュエル・ヴィオレ・ル・デュクの作品を知った。イギリスのアーツ・アンド・クラフツ運動に影響を受け1884年にイギリスに移り、しばらく家具デザイナーとして働いた。
この頃結婚し、リエージュに家具の工房を開き、アーツ・アンド・クラフツ運動のスタイルで自分がデザインした家具や、輸入した家具を販売した。1894年に美術・文芸雑誌「L'Art Moderne」の創刊者のオクターヴ・マウス(Octave Maus: 1856–1919) が美術団体「ラ・リーブル・エステティーク（自由美学）」を発足させると創立会員になった。ラ・リーブル・エステティークの展覧会には1895年から1897年まで出展した。1897年にブリュッセルに1899年にパリに工房の支店を開いた。
1897年に開かれたブリュッセル万国博覧会ではコンゴ館のデザインに貢献し、1900年のパリ万国博覧会でもパヴィリオンのレストランもデザインした。
この頃のドイツにおけるアール・ヌーヴォーの運動「ユーゲント・シュティール」の中心地であったダルムシュタットを訪れた後は、よりシンプルで安価な作品をデザインするようになった。購入者自身で組み立てることができる家具のシリーズの販売も始めた。 1905年にベルギーの労働者の政党の支援を受けた公営住宅のための労働者用家具をデザインした。
セルリエ・ボヴィの家具のいくつかはパリのオルセー美術館に所蔵され 、ニューヨークのメトロポリタン美術館にもセリュリエのデザインした家具が展示された。家具以外にも宝飾品や、花瓶、照明もデザインした。
1910年にリエージュで亡くなった。

## 作品

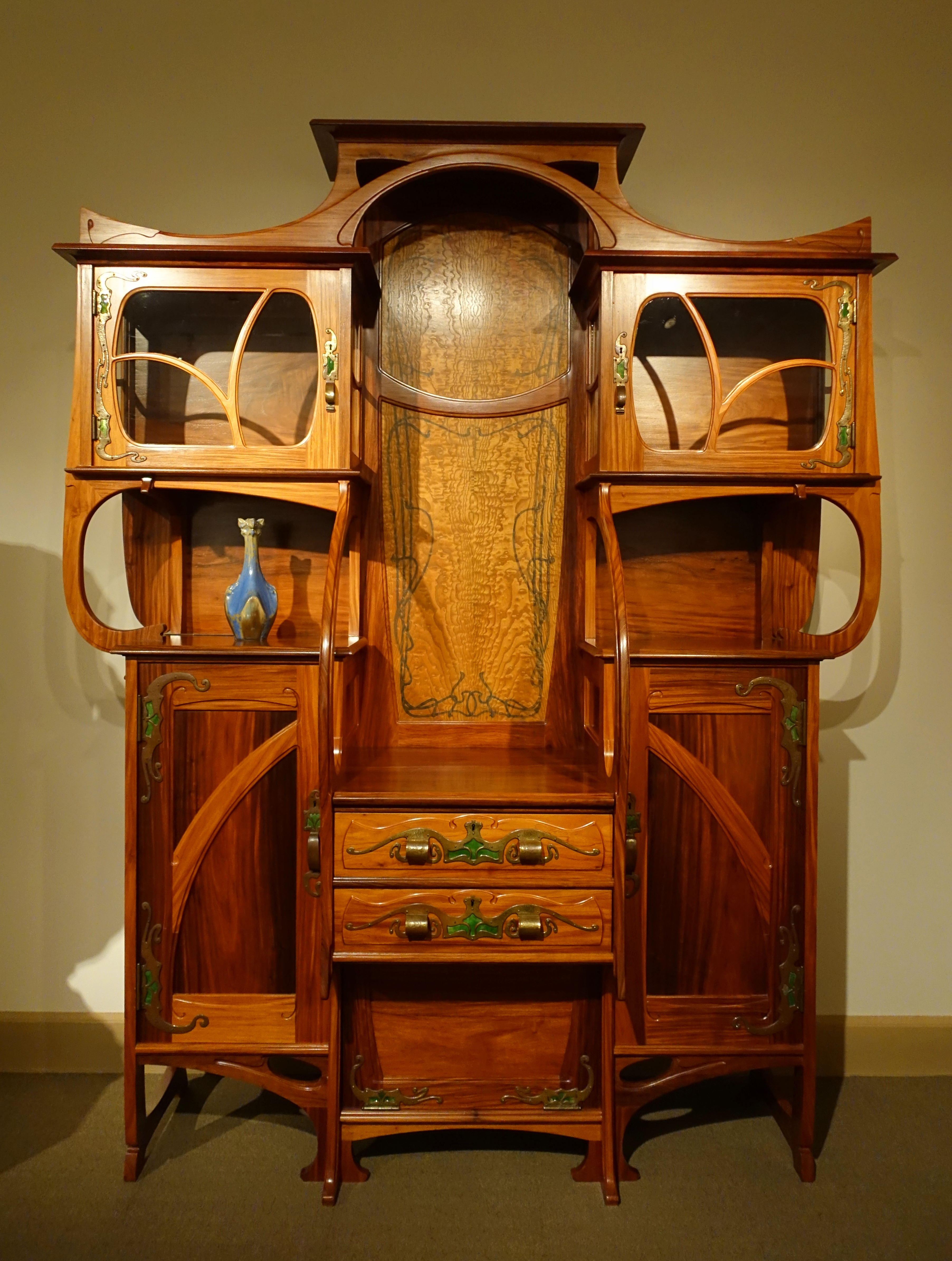
キャビネット
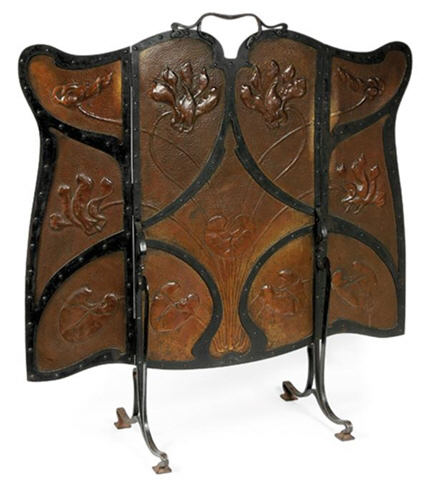
暖炉の目隠し
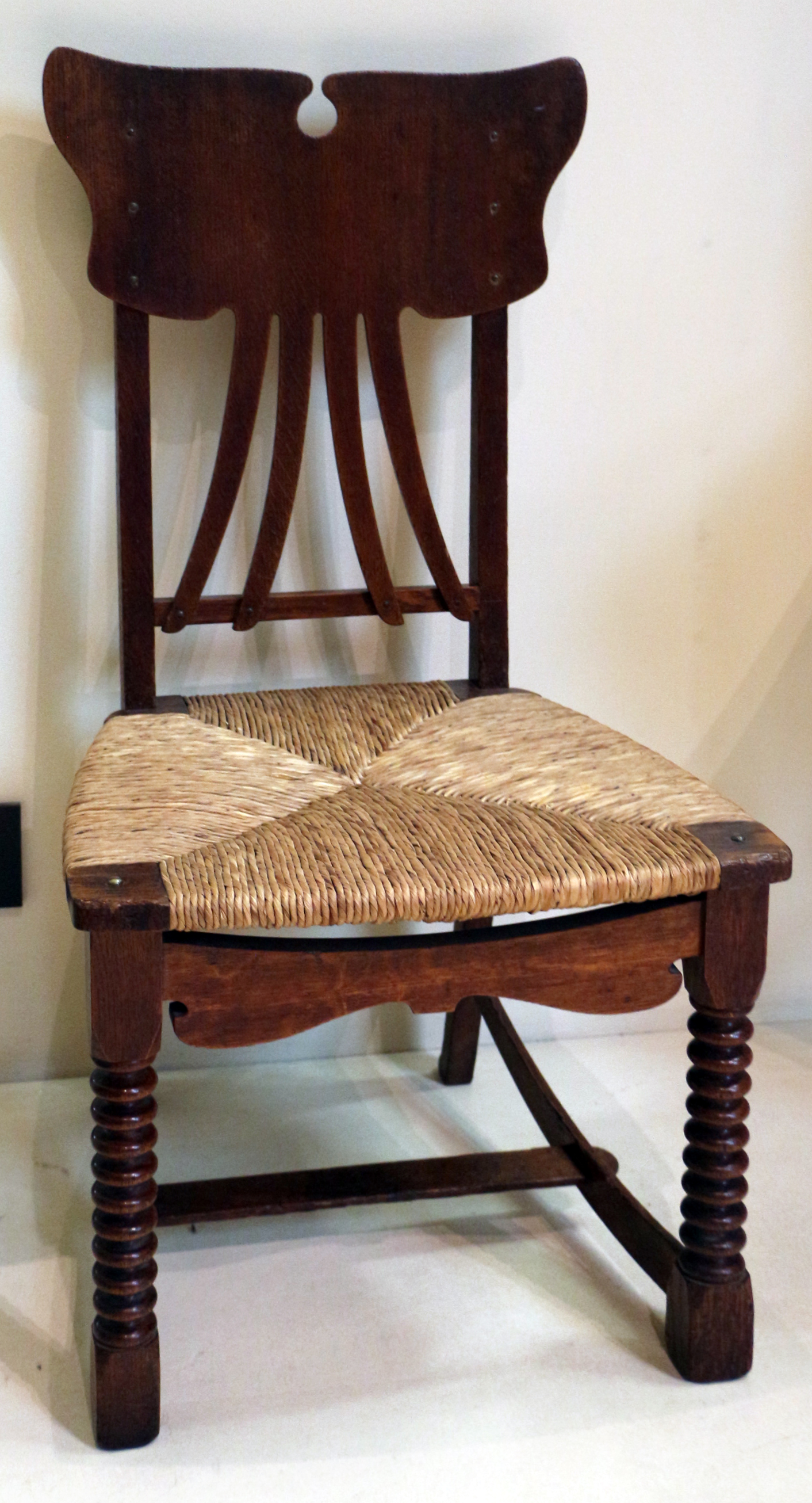
椅子
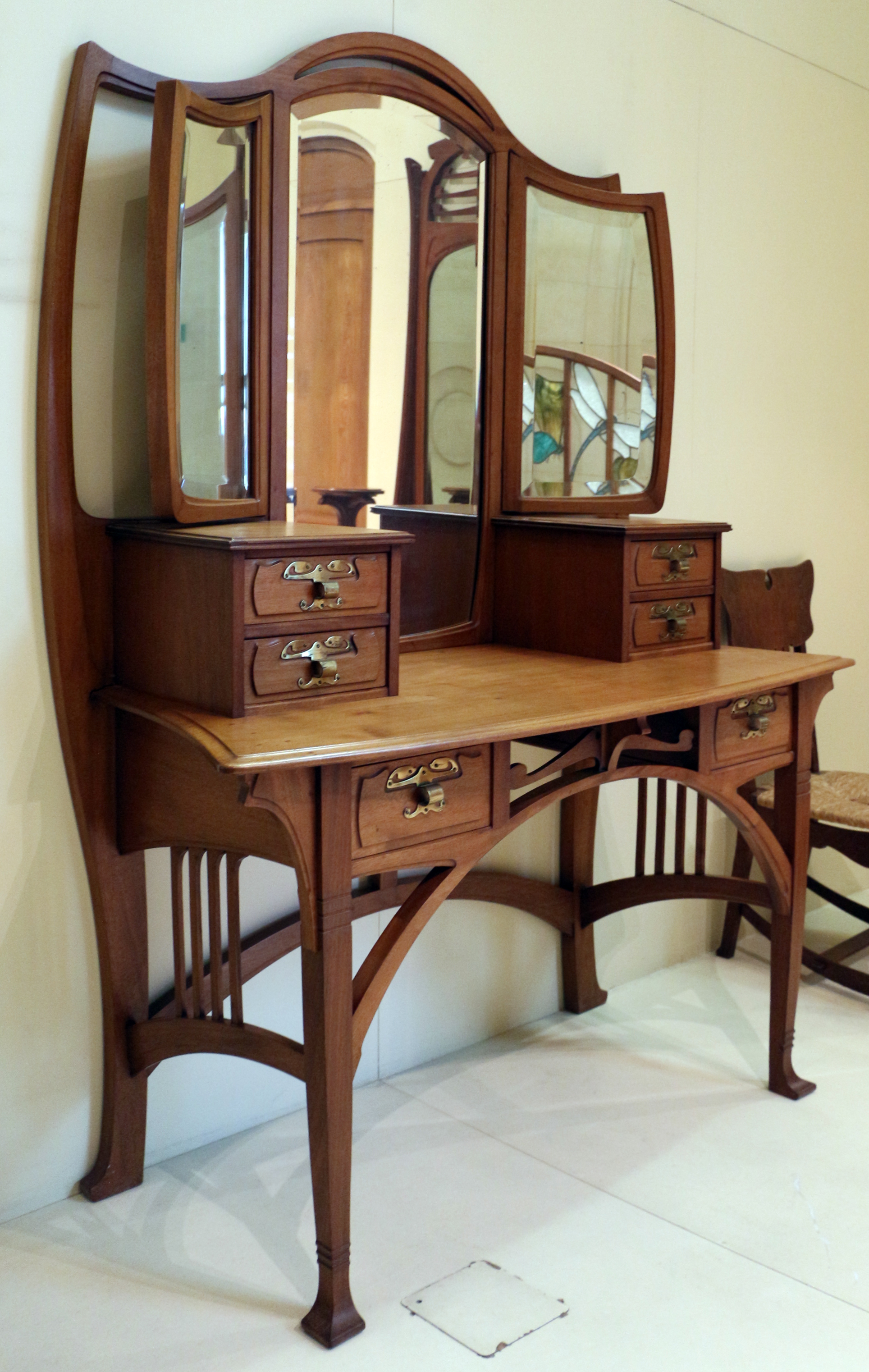
化粧台